# Tomajmonostora
Tomajmonostora község Jász-Nagykun-Szolnok vármegye Kunhegyesi járásában. 1376 hektáros kiterjedésével a megye harmadik legkisebb közigazgatási területű települése.

## Fekvése

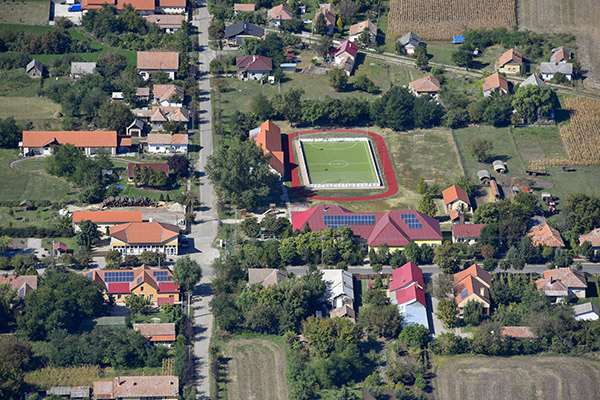
Tomajmonostora – légi fotó

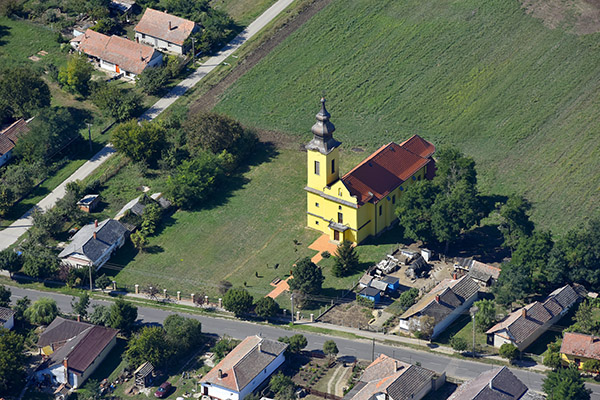
Tomajmonostora, katolikus templom légi fotón

A Tisza-tó vonzáskörzetében fekszik, a Nagykunság középső részén. A közvetlenül szomszédos települések: észak felől Tiszaszentimre, kelet felől Kunmadaras, nyugat felől pedig Abádszalók. Déli irányban a legközelebbi település Kunhegyes, de a közigazgatási területeik nem határosak.

### Megközelítése
Csak közúton érhető el, Kunhegyes vagy Tiszaszentimre érintésével, mindkét irányból a 3217-es úton.
Vasútvonal nem érinti; a két legközelebbi vasúti csatlakozási lehetőség a Kál-Kápolna–Kisújszállás-vasútvonal Kunhegyes vasútállomása, vagy a Karcag–Tiszafüred-vasútvonal Tiszaszentimre megállóhelye, mindkettő kb. 10-10 kilométerre.

## Nevének eredete
A Tomaj férfinév régi magyar személy- illetve nemzetségnévből ered. Jelentése vitatott, talán hallgatag, mogorva.

## Története
A Tomaj nemzetségről már Anonymus is írt gesztájában, Tonuzoba besenyő vezér leszármazottjának tartotta a családot. Állítása szerint Taksony fejedelem idejében érkezett az országba. Taksonytól az Abádi-rév mellékét kapta települési helyül: a mai Kunmadarastól a Tiszáig terjedő földterületet. Tonuzoba fia a keresztény hitre tért Urkund (Örkény) volt; feltételezhetően utóbbinak fia lehetett az István király korában birtokos Tomaj, aki a nemzetség nevét adta. Legrégebbi birtokaik a későbbi Heves vármegye tiszántúli (kemeji) részén feküdtek, ahol a szájhagyomány alapján Tomajmonostorán állt a bencések monostora, már a tatárjárás (1241-42) előtt.
A község mellett lévő mintegy 4-500 méterre fekvő két halom az, ahol az idősebbek elbeszélései és a 2024-es régészetI feltárás alapján a kora-középkori monostor és háromhajós templom állott. A település elnevezése a Tomaj nemzetségnév és a monostor szóösszetételéből származik.
A második világháborút követően Tiszaderzs községben, 1945. február 2-án megalakult az Ideiglenes Nemzeti Bizottság. 1946. március 1-jei időponttal a 151 925/1946.III.9. számú rendelettel alakult meg Tomajmonostora új kis községként. A település nevének megválasztását a közgyűlés állapította meg. A Tomajmonostor név adva volt a régebbi időkből. Az „a” betű az anekdota szerint úgy került a településnév végére, hogy Csirmaz István tiszaszentimrei plébános szerint a Tomajmonostor név 13 betűből áll, ami szerencsétlenséget jelentene. Ezért javasolta a Tomajmonostor után egy „a” betű hozzátevését, ami már a 14. Így lett az új község neve: Tomajmonostora.

## Története[8]

### 17. század végéig
A 13–14. században az alföldi rónaság legnagyobb részét az állattartó életmód, pásztorkodás jellemezte, bár sok helyen kialakulóban voltak már az állandó szállások, telephelyek. Az Alföld északkeleti részein a hatalmas Aba nemzetséghez tartozó családok hatalma érvényesült. Az egyik legrégebbi birtok Abádon (ma Abádszalók része) és környékén alakult ki. Az új keresztény-monarchikus renddel állandóan szemben állt az Aba nemzetség. Az Abák is felvették ugyan a kereszténységet, de érdekházasságaikkal elég erősnek érezték magukat ahhoz, hogy a királyi hatalommal is szembe szállva érvényesíteni tudják akaratukat.
A községnek nevet adó Tomaj nemzetségből származtak az Abádi, Losoczi, Szentgyörgyi és Szentimrei családok. A Tomaj nemzetség birtokában hatalmas terület volt a Tisza mentén: Tomaj, Tiszaszentimre, Szentgyörgy, Abád és Bánhalam települések. De a Tomaj nemzetséghez tartozott Zala vármegyében Lesencetomaj és Badacsonytomaj, valamint a Nógrád vármegyei Losonc is.
1340-ben említik először Tomajmonostor nevét: a Tomaj nemzetségbeli Losonczi István Károly Róbertnél tett panaszában, hogy ilyen nevű faluját a szomszéd területen lakó kunok megtámadták, és ott több bűncselekményt követtek el.
Az 1400-as évek második felében a jobbágyfalvak telkének mintegy fele üresen állt, mivel az előző évszázadokban illetve évtizedekben hatalmas járványok ritkították meg a lakosságot. A XV. században pedig, mivel a mezővárosok jobbágysága egy összegben megválthatta szolgáltatásait és némi kis autonómiát is élvezhetett, a mezőváros]okba való költözés kezdte megritkítani a jobbágyfalvakat. Az 1514. évi Dózsa-féle parasztfelkelés után a szabad költözködés jogát teljesen megszüntették.
Tomajmonostora a török uralom idején a hódoltság területén feküdt. Losonczy István Temesvár ostroma (1552) idején, két leányát Annát és Fruzsinát királyi engedéllyel fiúsíttatta, hogy birtokai után fiúrészt örököljenek. Így lett Losonczy Anna a Losonczy-birtokok egy részének, köztük Tomajnak, Abádnak és Bánhalmának is földesura. Losonczy Anna amikor Egerben tartózkodása alatt megismerkedett az ifjú Balassi Bálinttal, aki az egri végvárban katonai szolgálatot teljesített. Az ifjú végvári katona és költő beleszeretett Losoczy Annába, és szerelmes verseket írt hozzá.

### 18. századtól 1945-ig
II. Rákóczi Ferenc 1703-ban bontotta ki a szabadság zászlóját Kelet-Magyarországon. A rövid idő alatt tízezrekre megnövekedett kuruc sereg eljutott a Tiszáig és Borbély Balázs, Deák Ferenc és Onódi Szücs János vezetésével visszafoglalta Szolnokot a labancoktól. Borbély Balázs a fejedelemtől 1704-ben Bura falut kapta. Mihály fia pedig III. Károly királytól Tomajt, Abádot és Bánhalmát kapta a szabadságharc utáni években.
1886-ra a puszta derzsi részén (mai Tomajmonostorán) annyira elszaporodott a lakosság, főleg a tanyai részeken, hogy közösségi jellegű iskola felállítása vált szükségessé, amelyben a közeli derzsi egyház vállalta a csekély számú református növendékek hitoktatását.
A 19. században, de a 20. század első három évtizedében sem volt egyetlen középület, az egy tantermes iskolán kívül. Még temploma sem volt az akkori Tiszaderzshez tartozó Derzstomaj-pusztának. A református templom építésére is csak 1936-ban került sor. A katolikus templom építése csak 1938-ban kezdődött el, gróf Nemes János segítségével, valamint a lakosság búza felajánlással.
1880–1882 között gróf Magyary Kossa Géza vásárolta meg Derzstomaj-puszta területét. 1906-ban egy szép kastélyt építtetett. A kastély homlokzatába a még most is igen jó állapotban lévő címerét is beleformáltatta. Derzstomaj földje gróf Magyary Kossa Gézáé 1928-ig volt.
Az 1914-ben kitört első világháború itt is erősen éreztette hatását: az akkor 800 főt számláló településről mintegy 100-120 fiatal férfit vittek el katonának, legtöbbjüket a szerb frontra. A világháború utáni időszakban – egészen 1945-ig – jóformán semmit sem változott a település lakosságának élete.
A falu közigazgatását továbbra is Tiszaderzsről intézték. Derzstomajról általában három személy foglalhatott helyet a képviselő-testületben. Az 1927-ben alakult Nagykunsági Villamossági Szövetkezettel bevezettették a villanyt a főutcára, de a magánházak közül nagyon sokáig csak két helyi lakásban volt elektromos áram.
A második világháborúban a tengelyhatalmak oldalán Derzstomajról mintegy 150-200 férfi vett részt.

## Közélete

### Polgármesterei
- 1990–1994: Lakatos Józsefné (független)[9]
- 1994–1998: Lakatos Józsefné (független)[10]
- 1998–2002: Lakatos Józsefné (független)[11]
- 2002–2006: Lakatos Józsefné (független)[12]
- 2006–2010: Fazekas Szabolcs (független)[13]
- 2010–2014: Fazekas Szabolcs (független)[14]
- 2014–2019: Fazekas Szabolcs (Fidesz-KDNP)[15]
- 2019–2024: Fazekas Szabolcs (Fidesz-KDNP)[16]
- 2024– : Fazekas Szabolcs (Fidesz-KDNP)[1]

## Népessége
A település népességének változása:
| Lakosok száma | 739  | 744  | 746  | 698  | 704  | 712  | 719  |
|               | 2013 | 2014 | 2017 | 2021 | 2022 | 2023 | 2024 |

2001-ben a település lakosságának 100%-a magyar nemzetiségűnek vallotta magát.
A 2011-es népszámlálás során a lakosok 90,5%-a magyarnak, 0,1% cigánynak mondta magát (9,5% nem nyilatkozott; a kettős identitások miatt a végösszeg nagyobb lehet 100%-nál). A vallási megoszlás a következő volt: római katolikus 38%, református 11,9%, evangélikus 0,4%, felekezeten kívüli 36,9% (12,7% nem nyilatkozott).
2022-ben a lakosság 93%-a vallotta magát magyarnak, 0,3% cigánynak, 0,1-0,1% ukránnak, horvátnak, bolgárnak és németnek, 0,9% egyéb, nem hazai nemzetiségűnek (6,3% nem nyilatkozott; a kettős identitások miatt a végösszeg nagyobb lehet 100%-nál). Vallásuk szerint 20,2% volt római katolikus, 14,3% református, 0,1% egyéb keresztény, 5,1% egyéb katolikus, 30,4% felekezeten kívüli (29,7% nem válaszolt).

## Nevezetességei
- Magyari-kastély
- Római katolikus templom
- Református templom
- Árpád-korI áldoztatókészlet[20]